# 松平乗賢
松平 乗賢（まつだいら のりかた）は、江戸時代中期の大名・老中。美濃国岩村藩主。乗政流大給松平家3代。官位は従四位下・能登守。

## 略歴
元禄6年（1693年） 、岩村藩主・松平乗紀の長男として生まれた。
父の乗紀が岩村藩の藩校の知新館に招聘した儒学（朱子学）者の佐藤周軒（勘平）から学問を学んだ。乗賢は藩主となった後に周軒を岩村藩の老中に抜擢している。
宝永元年（1704年）、12歳で乗賢と命名された。
宝永2年（1705年）5月、5代将軍の徳川綱吉に拝謁した。
宝永4年12月24日（1708年）に元服し、従五位下、能登守に叙任され、江戸城に出仕した。
正徳3年（1713年）8月、掛川藩主の太田資直の娘と婚姻したが、この室は正徳6年（1716年）に卒去した。
享保元年12月25日（1717年）に父の乗紀が卒去し、享保2年（1717年）2月20日に家督2万石を相続し、そのうちの新懇田2千石分を叔父の松平致乗に分与した。
享保4年（1719年）1月11日、奏者番となった。
享保8年（1723年）3月6日、若年寄に昇進し、御屋敷を江戸の常盤橋に賜った。
享保9年（1724年）11月15日、西丸（長福丸＝徳川家重附）の若年寄に異動となった。
享保11年(1726年）、8代将軍徳川吉宗の小金原御鷹狩に供をした。
享保17年（1733年）3月、岩村藩領が飢饉となり、百姓に対して貯米500俵を提供して救った。
享保20年（1735年）5月23日、西丸（徳川家重附）老中に昇進し、美濃中部・西部と駿河に計9,898石を加増されて計3万石となった。その後、美濃安八郡北方村に南方陣屋を、駿河の志太郡横内村に横内陣屋を設置して、飛地の支配にあたった。
元文元年12月15日（1737年）、従四位下に昇叙し、能登守を兼帯してかつ侍従となった。
元文3年（1738年）、幕府から深川に下屋敷を拝領した。これは分知した叔父の松平致乗に永田馬場の中屋敷を譲ったための替地である。
元文5年（1740年）1月、次男の乗恒が17歳で没した。長男の吉十郎は3歳で没しており、乗恒を失ったことにより実子相続の希望が絶たれた。
元文6年（1741年）1月、大給松平家本家の松平乗邑の三男の永之助乗基を養子とし、致乗の娘を養女として婚姻させることが決まり、2月に永之助を迎え入れた。永之助は諱を乗薀と改めた。
寛保2年（1742年）1月、江戸日本橋浜町の中屋敷へ移った。
延享2年（1745年）9月1日 、徳川吉宗が隠居し、徳川家重が9代将軍となり本丸に移動した。老中の松平乗邑が引退したことで、本丸老中となった。
生涯、江戸に常住しており、一度も岩村城へ赴くことはなかった。
延享3年（1746年）5月8日、江戸神田橋の屋敷で卒去した。 享年54。現職の老中が没したことから、香典が莫大で盛大な葬儀となった。乗薀が岩村藩主を嗣いだ。

## 主な藩士
家老
- 黒岩助左衛門（370石）、味岡次郎左衛門（370石）、佐藤周軒勘平（370石）、丹羽瀬市左衛門（350石）、澤井宇左衛門（270石）、佐藤治助（20人扶持）、松平松之助（200石）

用人
- 大野傳五郎（270石）、黒岩助太郎（15人扶持）、田中藤右衛門（150石）、荻山安右衛門（170石）、富澤忠太夫（100石）、酒井源之助（100石）、小菅五郎次（140石）、力丸元右衛門（100石）

大目付役
- 森文五郎（120石）、上野甚五郎（70石）、小島段四郎（100石）、山本賀内（120石）、境野平次右衛門（100石）

郡奉行
- 大山文右衛門（50石）、大山傳八郎（100石）、宇野安太夫（100石）